# Каччанемичи, Убальдо
Убальдо Каччанемичи (Ubaldo Caccianemici, Can. Reg. Of S. Maria Di Reno) — католический церковный деятель XII века, племянник или двоюродный брат папы Луция II. Участвовал в выборах папы Евгения III (1145), Анастасия IV (1153), Адриана IV (1154) и Александра III (1159). Сопровождал последнего в его поездках во Францию в апреле 1162 и сентябре 1165 года. Вместе с 4 кардиналами был папским легатом на соборе в Дижоне в 1165 году (против антипапы Виктора IV и поддерживающего его Фридриха I Барбароссы).